# Armissan

Armissan este o comună în departamentul Aude din sudul Franței. În 1 ianuarie 2022 avea o populație de 1.474 de locuitori.